# Anna Ljunggren
Anna Ljunggren, född 28 september 1973 i Malmö, är en svensk drakbåtspaddlare. Ljunggren bor i Malmö och tävlar för Malmö kanotklubb.
2016 är Ljunggren uttagen för att representera det svenska landslaget på drakbåts-EM i Rom den 29-31 juli samt drakbåts-VM i Moskva den 8-11 september.

## Meriter
World Games
- Duisburg 2005
  - Brons 20manna mix 2000m

ICF-VM - Senior
- Poznan 2014
  - Silver 10manna dam 500m [3]
  - Silver 10manna dam 2000m [3]
  - Brons 20manna mix 500m [3]

EDBF-EM
- Rom 2016
  - Guld 10manna dam 500m
  - Silver 10manna dam 200m
  - Silver 10manna dam 1500m
- Prag 2006
  - Brons 20manna mix 200m
  - Brons 20manna mix 500m
  - Brons 20manna dam 200m
  - Brons 20manna dam 2000m

EDBF-EM - klubblag
- Hamburg 2013
  - Silver 10manna dam 500m
  - Brons 10manna dam 200m

ICF-VM - Master 40+
- Poznan 2014
  - Brons 20manna mix 2000m
  - Brons 10manna dam 2000m